# Liste der Naturdenkmale im Landkreis Bergstraße
Die Liste der Naturdenkmale im Landkreis Bergstraße nennt die Listen der 152 in den Städten und Gemeinden im Landkreis Bergstraße in Hessen gelegenen Naturdenkmale.

## Liste
| Ort                  | Liste                                               | Anzahl der Naturdenkmale |
| -------------------- | --------------------------------------------------- | ------------------------ |
| Abtsteinach          | Liste der Naturdenkmale in Abtsteinach              | 02                       |
| Bensheim             | Liste der Naturdenkmale in Bensheim                 | 26                       |
| Biblis               | Liste der Naturdenkmale in Biblis                   | 02                       |
| Birkenau (Odenwald)  | Liste der Naturdenkmale in Birkenau (Odenwald)      | 06                       |
| Bürstadt             | Liste der Naturdenkmale in Bürstadt                 | 02                       |
| Einhausen            | Liste der Naturdenkmale in Einhausen (Hessen)       | 03                       |
| Fürth (Odenwald)     | Liste der Naturdenkmale in Fürth (Odenwald)         | 06                       |
| Gorxheimertal        | Liste der Naturdenkmale in Gorxheimertal            | 02                       |
| Grasellenbach        | Liste der Naturdenkmale in Grasellenbach            | 10                       |
| Groß-Rohrheim        | Liste der Naturdenkmale in Groß-Rohrheim            | 01                       |
| Heppenheim           | Liste der Naturdenkmale in Heppenheim (Bergstraße)  | 19                       |
| Hirschhorn (Neckar)  | Liste der Naturdenkmale in Hirschhorn (Neckar)      | 09                       |
| Lampertheim          | Liste der Naturdenkmale in Lampertheim              | 03                       |
| Lautertal (Odenwald) | Liste der Naturdenkmale in Lautertal (Odenwald)     | 11                       |
| Lindenfels           | Liste der Naturdenkmale in Lindenfels               | 12                       |
| Lorsch               | Liste der Naturdenkmale in Lorsch                   | 04                       |
| Michelbuch           | kein Naturdenkmal gemeldet                          | 0–                       |
| Mörlenbach           | kein Naturdenkmal gemeldet                          | 0–                       |
| Neckarsteinach       | Liste der Naturdenkmale in Neckarsteinach           | 14                       |
| Rimbach (Odenwald)   | Liste der Naturdenkmale in Rimbach (Odenwald)       | 07                       |
| Viernheim            | Liste der Naturdenkmale in Viernheim                | 04                       |
| Wald-Michelbach      | Liste der Naturdenkmale in Wald-Michelbach          | 05                       |
| Zwingenberg          | Liste der Naturdenkmale in Zwingenberg (Bergstraße) | 04                       |